# Prix Arnold Bode
Le prix Arnold Bode de la documenta - Ville de Kassel est décerné depuis 1980 à des artistes pour leurs réalisations exceptionnelles dans le domaine de l'art contemporain. Le prix, d'une valeur de 10 000 euros, porte le nom du fondateur de la documenta, Arnold Bode, et est décerné par la Fondation Arnold Bode, qui porte également son nom. Le capital social de la fondation provient d'une série d'œuvres d'art que plusieurs artistes de la documenta ont offertes à Arnold Bode à l'occasion de son 75e anniversaire le 23 décembre 1975.
Le prix Arnold Bode a été décerné chaque année de 1980 à 1988, et depuis lors (généralement) tous les deux ans, et en tout cas au cours d'une année documenta. La cérémonie de remise des prix a lieu dans les locaux du Kasseler Kunstverein - dans le cadre d'une exposition des œuvres du lauréat.
La participation du lauréat à une documenta n'est pas une condition préalable pour l'attribution du prix.

## Lauréats
- 1980 : Hannsjörg Voth
- 1981 : Mario Merz
- 1982 : Gerhard Richter
- 1983 : Gerhard Merz
- 1984 : Walter Pichler
- 1985 : Ulrich Rückriem
- 1986 : Rebecca Horn
- 1987 : Wolfgang Laib
- 1988 : Edward Kienholz
- 1990 : Thomas Schütte
- 1992 : Reiner Ruthenbeck
- 1994 : Olaf Metzel
- 1996 : Tony Oursler
- 1997 : Richard Hamilton
- 1999 : Penny Yassour
- 2001 : Stan Douglas
- 2002 : Maria Eichhorn
- 2004 : Maurizio Cattelan
- 2006 : Hans Schabus
- 2007 : Romuald Hazoumé
- 2009 : Urs Lüthi
- 2011 : Goshka Macuga
- 2012 : Thomas Bayrle
- 2014 : Nairy Baghramian
- 2016 : Hiwa K
- 2017 : Olu Oguibe
- 2019 : Hans Haacke
- 2021 : Tania Bruguera et le Künstlerkollektiv Hannah Arendt Institut für Artivismus
- 2022 : Wajukuu Art Project

## Sources et littérature
- Fondation Harald Kimpel/Arnold Bode de la ville de Kassel (éd.), Arnold-Bode-Preis 1980/2000: Positionen zeitgenössischer Kunst, Jonas-Verlag, Kassel, 2000  (ISBN 3-89445-274-9)
- Lothar Orzechowski, Stadtsparkasse Kassel (éd.), Arnold Bode documenta Kassel-Essaysl, Cassel, 1986  (ISBN 3-925272-10-0)